# Жена для метрдотеля
«Жена для метрдотеля» — советский кинофильм режиссёра Александра Чечулина, снятый в 1990-1991 годах.

## Сюжет
Суздаль, период Перестройки. Дашу вместе с двумя её разбитными подругами приглашает посидеть в ресторане богатый иностранец, который затем оставляет девушек одних за столом. В том же ресторане беседуют приятели, один из них недавно отсидевший, они обсуждают планы будущей деятельности (актуальный на тот момент рэкет). Однако девушки недолго остаются в одиночестве, так как он(иностранец?) перепоручает их Вадиму. Далее Вадим отвозит их к себе. Там он укладывает девушек на диване, а пьяную Дашу отводит в свою комнату, где вступает с ней в интимную связь. Так как она оказывается девственницей, то Вадим на следующее утро предлагает Даше выйти за него замуж. После свадьбы молодожёны уезжает в Ленинград, где Вадим работает метрдотелем.
После свадьбы Вадим дарит Даше множество дорогих подарков, далее они отправляются на его иномарке в Крым, где время проходит чудесно, пока на Вадима не выходят те самые рэкетиры, следившие за ним с самого начала поездки. Пытая его, они отнимают практически все наличные деньги. Впрочем, после возвращения домой красивая жизнь продолжается. Даша скучает. Она постепенно приучается к алкоголю (начиная с престижного тогда баночного пива). А Вадим пытается найти «крышу» в лице криминального авторитета Дюка (кличка дана по имени герцога Дюка), переговоры между ними заканчиваются успешно. Однако, теперь делами метрдотеля интересуется и милиция. Дарья идёт домой к Дюку, который оказывается выходцем из дворянской семьи, чьё имущество было конфисковано советской властью. Она очень быстро оказывается в постели с ним.
Пока Вадима нет дома, Дарья вступает в связь с капитаном милиции Валерием Никольским. Метрдотель же вынужден искать управу на следователя. Вадим приглашает капитана домой, где передаёт крупную сумму денег. Неожиданно появляются сотрудники органов, которые арестовывают Валерия с поличным.
Даша уходит от мужа и уезжает в Суздаль, где начинает оказывать иностранцам интимные услуги.

## В ролях
- Анастасия Немоляева — Даша
- Наталья Фатеева — мать Даши
- Юлия Яковлева — подруга Даши
- Владимир Басов — Валерий Никольский
- Владимир Ерёмин — Вадим
- Юрий Беляев — Николай, криминальный авторитет по кличке «Дюк»
- Ольга Богданова — подруга Даши
- Альберт Печников — Виктор Иванович
- Марина Юрасова — дежурная в гостинице
- Георгий Тейх — богатый иностранец
- Юрий Астафьев — Седой
- Давид Голощёкин — музыкант в ресторане

## Критика
В своей рецензии Александр Викторович Фёдоров отмечал: «Несмотря на мафозно-криминальный антураж 90-х, фильм Александра Чечулина „Жена для метрдотеля“ представляется мне вольной фантазией на темы двух известных сказок Шарля Перро. В самом деле, юная и наивная красавица (Анастасия Немоляева) по недомыслию и склонности к горячительным напиткам попадает в логово аса-метрдотеля, окончившего университет и знающего 8 (восемь!) языков. Тот проводит с ней ночь, но затем, вопреки стереотипам, предлагает законный брак… Вот тут-то картина от истории о съеденной волком Красной шапочке переходит непосредственно к перипетиям судьбы Синей бороды...».